# 洛哈姆格拉本河

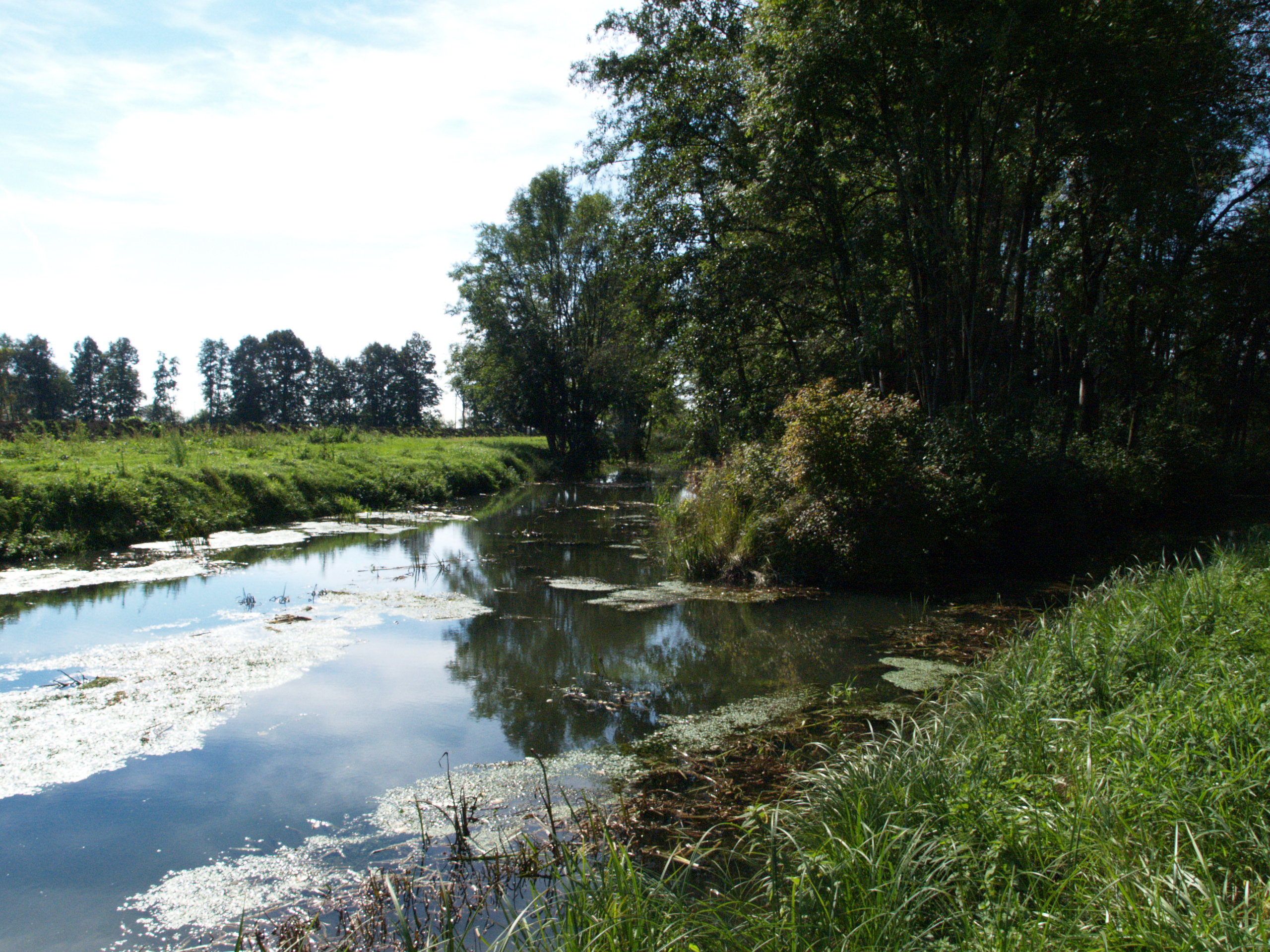

48°51′3.3″N 12°50′31.34″E / 48.850917°N 12.8420389°E
洛哈姆格拉本河（德語：Lohamer Graben），是德國的河流，位於該國東南部，由巴伐利亞負責管轄，屬於施瓦察赫河的右支流，河道全長3.1公里，流域面積18.2平方公里。